# Capilano Lake
Capilano Lake är en sjö i Kanada.   Den ligger i provinsen British Columbia, i den sydvästra delen av landet, 3 500 km väster om huvudstaden Ottawa. Capilano Lake ligger 151 meter över havet. Arean är 2,3 kvadratkilometer. Den sträcker sig 3,7 kilometer i nord-sydlig riktning, och 2,7 kilometer i öst-västlig riktning.
I omgivningarna runt Capilano Lake växer i huvudsak barrskog. Runt Capilano Lake är det tätbefolkat, med 659 invånare per kvadratkilometer.